# Diga di Demirtaş
La diga di Demirtaş è una diga della Turchia. Il fiume emissario della diga si chiama  Demirtaş Deresi, attraversa la città di Demirtaş (distretto di Osmangazi nella provincia di Bursa. e si getta nel Nilüfer Çayı.